# Conferencia Episcopal Filipina
La Conferencia Episcopal Filipina (en tagalo: Kapulungan ng mga Obispong Katoliko ng Filipinas; en inglés: Catholic Bishops’ Conference of the Philippines o CBCP) es una institución administrativa y de carácter permanente integrada por todos los obispos de las diócesis romanas de Filipinas bajo la autoridad del papa de Roma. Su presidente desde el 1 de diciembre de 2021 ha sido Pablo Virgilio David, obispo de Caloocan y uno de los críticos más severos de la guerra contra el narcotráfico de Rodrigo Duterte.